# The Ozzman Cometh
The Ozzman Cometh è un album raccolta del cantante heavy metal Ozzy Osbourne, pubblicato nel 1997. La raccolta ha un totale di vendite stimato di 3 000 000 di copie in tutto il mondo.

## Il disco
È la prima raccolta ufficiale del cantante, dopo gli album Best of Ozz e Ten Commandments. Esso contiene versioni inedite di due brani del periodo Black Sabbath (in particolare la primissima versione di War Pigs che i Sabbath avevano intitolato Walpurgis) ed il brano Back on Earth proveniente dalle sessioni in studio per l'album Ozzmosis.
L'edizione limitata contiene un secondo disco con altre due versioni originali di brani del periodo Black Sabbath ed un'intervista al cantante registrata nel 1988.
Esiste anche una versione dell'album per il mercato giapponese con i brani Walk on Water e Pictures of Matchstick Men come bonus-tracks.
Nella versione rimasterizzata del 2002 i brani contenenti le performance di Bob Daisley e Lee Kerslake sono stati riregistrati (nel caso di Goodbye to Romance, Crazy Train, Mr. Crowley e Over the Mountains) o sostituiti (Shot in the Dark cambiata con Miracle Man).

## Tracce
1. Black Sabbath - 9:25
2. War Pigs - 8:15
3. Goodbye to Romance - 5:35
4. Crazy Train - 4:51
5. Mr. Crowley - 4:56
6. Over the Mountain - 4:32
7. Paranoid (live with Randy Rhoads) - 2:53
8. Bark at the Moon - 4:16
9. Shot in the Dark - 4:16
10. Crazy Babies - 4:14
11. No More Tears (Edit) - 5:54
12. Mama, I'm Coming Home - 4:11
13. I Don't Want to Change the World (live) - 4:00
14. I Just Want You - 4:57
15. Back on Earth - 5:00

## Bonus Disc (versione limitata)
1. Fairies Wear Boots - 6:56
2. Behind the Wall of Sleep - 5:09
3. Interview with Ozzy (1988) - 17:44